# Миллер-Уйбо, Шона
Шона Миллер-Уйбо (англ. Shaunae Miller-Uibo, род. 15 апреля 1994, Нассау) — багамская легкоатлетка, которая специализируется в беге на 200 и 400 метров, олимпийская чемпионка 2016 года на дистанции 400 метров, призёр чемпионатов мира, чемпионка Игр Содружества.
Выступала на Олимпийских играх 2012 года, но не смогла закончить дистанцию в своём предварительном забеге. Заняла 4-е место на дистанции 200 метров на чемпионате мира 2013 года в Москве. Выиграла бронзовую медаль на чемпионате мира в помещении 2014 года в Сопоте.
На Олимпиаде в Рио в 2016 году выиграла золотую медаль в забеге на 400 метров, отметившись тем, что упала или, по словам комментаторов, «нырнула» на финише, тем самым опередив соперницу. Золото Миллер стало шестым для Багамских Островов в истории Олимпийских игр и единственным на Играх 2016 года.
В 2017 году Шона стала бронзовым призёром чемпионата мира на дистанции 200 метров.
На предолимпийском чемпионате мира, который состоялся в 2019 году в Катаре, Шона на дистанции 400 метров завоевала серебряную медаль с результатом 48,37.

## Биография
Родилась в семье Мабелены и Шона Миллеров. Училась в университете Джорджии по специальности «Менеджмент и бизнес», где познакомилась со своим будущим мужем эстонским десятиборцем Майселем Уйбо, пара поженилась в 2017 году. После чего стала выступать под двойной фамилией — Шона Миллер-Уйбо.